# Esterházy Vállalat
Az Esterházy Vállalat (Esterházy Betriebe AG – továbbiakban EBAG) a (galántai) Esterházy család hercegi ágának történelmi örökségét és a vagyonát birtokló és kezelő magánalapítványok közös szervezete.

## Létrejötte
V. Esterházy Pál herceg végrendeletében a feleségét, Esterházy Ottrubay Melindát nevezte meg egyedüli örökösének. Melinda férje végakaratát szem előtt tartva legfontosabb feladatának azt tartotta, hogy egyben tartsa a 20. század közepéig családi hitbizományban összefogott vagyont, és ezáltal megőrizze az utókor számára a jelentős kulturális javakat. E célból az Esterházy hercegi család történelmi örökségét, azt ezt képező birtokokat és egyéb vagyontárgyakat Ottrubay Melinda 1994-től három, megszüntethetetlen magánalapítványba – F.E. Familien-Privatstiftung Eisenstadt, Domänen Privatstiftung és Esterhazy Privatstiftung – szervezte, amelyek megteremtették a mai vállalkozási sikert döntően meghatározó, erőteljes növekedésre képes gazdasági vállalkozások előfeltételét. Az alapítványok missziója a nagy történelmi műemlékek és a gyűjtemény állagmegőrzése, felújítása és bővítése, a jelenkornak megfelelő használata és hogy minél szélesebb nyilvánosság számára elérhetővé, valamint kutathatóvá tegyék azokat.
Az alapítványokkal megteremtődött az alap a vagyont kezelő gazdasági vállalkozások létrehozására, amelyek menedzsmenttársaságaként jött létre 2002-ben az Esterházy Vállalat (Esterházy Betriebe GmbH, majd 2023-tól AG – továbbiakban EBAG). Ennek a modellnek a segítségével két jól körülhatárolható cél valósulhat meg: az egyik, hogy a gazdasági vállalkozásoknál az elérhető optimális növekedés érdekében modern vezetési struktúrát tartsanak fent. A másik, hogy a növekvő bevételekkel a regionális jelentőségű, épített örökség fenntartását, valamint a történelmi gyűjtemények megőrzését, restaurálását, színvonalas bemutatását biztosítsák. A három Esterházy Alapítvány gazdasági programjának megvalósítására 2002-ben alapított Esterhazy Betriebe GmbH részvénytársasággá alakulását 2023. szeptember 5-én jelentették be. Ottrubay István, az Esterhazy Betriebe GmbH korábbi vezérigazgatója, az újonnan létrehozott felügyelőbizottság elnöki tisztét vette át. Tekintettel az Esterhazy Betriebe egyes vállalatainak folyamatos növekedésére, ez a változás fontos mérföldkő a szervezeti és jogi struktúrák jövőbeli kihívásokra való optimalizálása és a folyamatos fenntartható gazdasági növekedés biztosítása érdekében.
Az Esterházy alapítványok önálló gazdasági egységként működnek, az alapszabályuk értelmében elnökeik irányítják őket. 2013-ban egy határozattal hozták létre a különböző ellenőrző és irányító funkciókat ellátó igazgatótanácsot.

## Az Esterházy Vállalat tevékenysége
Az Esterházy Vállalat kezeli az alapítványok vagyonát és menedzseli a mára teljesen modernizált gazdasági tevékenységeket. A mintegy 550 embert foglalkoztató Esterházy Vállalat fő tevékenységi körei az erdő- és mezőgazdálkodás, természetvédelem, a szőlőművelés és borászat, az ingatlankezelés- és fejlesztés, a történelmi műemléki örökség fenntartása és üzemeltetése, valamint a vendéglátás, kultúra és a turizmus. Mindezeket öt fő tevékenységi terület alá szervezték:
- Pannatura
- Ingatlanok
- Turizmus, kultúra és rendezvények
- Esterházy Borászat
- Vendéglátás

Az öt terület önálló vezetés alatt áll, a felelősségek és célkitűzések decentralizált meghatározásával. Ugyanakkor az EBAG számos központi szolgáltatást végez a négy fő terület részére: a pénzügyi, számviteli, kontrolling, személyzeti, jogi, IT- és fejlesztési részleg az egész vállalatcsoportot kiszolgálja tevékenységével.
A hagyomány és a haladás összekapcsolása, valamint az erős regionális kötődés biztosítja a vállalat vezető szerepét. Az Esterházy Vállalat Ausztriában számos területen – így a biogazdálkodás, a diverzifikált erdőgazdálkodás és a tóparti üdülőtelepek fejlesztése és működtetése terén is – úttörő szerepet tölt be. Fraknó vára, a kismartoni Esterházy-kastély és a lakompaki kastély, a lánzséri várrom, valamint a majorságok és régi lakóházak, a kulturális rendezvények helyszínei (köztük a szentmargitbányai kőfejtő) Burgenland legtöbb látogatót vonzó látványosságaivá nőtték ki magukat, így jelentős idegenforgalmi tényezőnek számítanak Kelet-Ausztriában, illetve a teljes pannon régióban. A folyamatos fejlődés elvéhez tartozik a régióra jellemző, összetéveszthetetlen építészeti stílus megőrzése, egyúttal pedig a meglévő épületállomány korszerű, a felhasználói igényeknek megfelelő továbbfejlesztése is.
A fenntarthatóság az Esterházy Vállalat működésének alapja, mely sok évre visszanyúló hagyományon nyugszik, és tényleges elkötelezettséget jelent.
A fenntarthatóság három pillére – a természet, a gazdaság és a társadalom – meghatározó szerepet tölt be az Esterházy Vállalat valamennyi gazdasági döntésében. Hosszú távú cél a pannon térségben vezető vállalkozásként betöltött szerep folyamatos erősítése és a fenntarthatósággal egyet jelentő „Esterházy” márkanév nemzetközi ismertségének megalapozása.
Az Esterházy Vállalat számokban:
Az alapítványok 30 éves fennállásuk alatt 2023-ig közel 224 millió eurót fektettek be a régióba. A 2023-as konszolidált árbevétel elérte a 77,6 millió eurót (2022-ben 67,0 millió euró), ebből 38,4 millió euró a Pannatura márkanév alatt működő erdő-, mező- és természetgazdálkodásból, 15,8 millió euró pedig az ingatlanszegmensből származik. A Paulibergi Bazaltbánya 2023-as árbevétele elérti a 4,7 millió eurót.
Az Esterházy Vállalat mintegy 550 embert foglalkoztat.
Évente több mint 500.000 látogató a kulturális és turisztikai programok keretében.
Az üzleti vállalkozások bevételeiből származó eredményt nagyrészt a turizmus, a kultúra és a rendezvények területébe forgatják vissza.
Coviddal összefüggő fejlesztések:
- A virtuális kurturális platform, esterhazy@home kialakítása, a nagy sikerre való tekintettel továbbfejlesztése
- Kastélynegyed kiszállítás: A Henrici Éttrem, a Selektion Vinotéka és a Kulinárium Vásárcsarnok megszervezték a munkahelyek biztosításának érdekében a termékeik kiszállítását
- Rövidített munkaidők bevezetése, de a Covid-helyzet javulásával visszaállás a teljes munkaidőre
- Nyári gyerekfelvigyázás, a szülők tehermentesítésére, valamint szülő-gyermek-irodák kialakítása

## Pannatura
Az Esterházy Vállalathoz összesen 44 000 hektár terület tartozik: ebből több mint 22 400 hektár erdő, 5600 hektár mezőgazdasági terület, 15 000 hektár pedig természetvédelmi terület (nádasok, legelők, vízterületek a Fertő-tó környékén). A csoport vezető szerepet tölt be az ökológia és a fenntartható gazdálkodás terén, amelyeknek fontosságára széles körben felhívja környezete figyelmét is. 2017-ben az első osztrák vállalkozások között kapták meg a „Wildlife Estates Label” kitüntetést, mellyel nemzetközi szinten is elismerték tevékenységét. Az erdő- és mezőgazdaság, valamint a természetvédelem terén sokkal többet tesznek a meglévő területek kezelésénél, ápolásánál és megóvásánál: 2002-ben átálltak a biológiai gazdálkodásra.
2017-ben hívták életre a Pannatura védjegyet, mely az erdő-, mező- és természetgazdálkodási tevékenységeit, illetve a saját termelésből származó élelmiszereket foglalja magában.
Az Esterházy Vállalat bevételének legnagyobb része a jelenleg 22 400 hektárnyi területen folytatott, fenntartható erdőgazdálkodásból származik. Az Esterházy-erdőkben több mint 30 különböző fafajta található, főként erdei fenyő, a bükk és a tölgy. Évente közel 130 ezer köbméter fát termelnek ki, és 380 ezer köbméter fát értékesítenek.
A fertőfehéregyházai gazdaság foglalkozik elsősorban a földterületek megművelésével a biológiai gazdálkodás módszereit követve. Ezen tevékenység középpontjában a környezetkímélő munkagépek alkalmazása, az állatok számára megfelelő élettér biztosítása, valamint egy, a biológiai standardokat és a fenntartható körforgást szem előtt tartó, körültekintő termelési mód áll. 2006-ban kezdték el az Angus-marhák tenyésztését. A Biogazdálkodási Napok életre hívásával (2018) egy újszerű, a diverzitást szem előtt tartó, ökogazdálkodás témájú rendezvény indult el Ausztriában, amelyen a gyakorlati szakemberek, a szakma, a tudomány képviselői és az érdeklődő közönség ismerheti meg jobban a jövőtudatos termelési módot.
2017 óta a saját termelésből származó élelmiszereket az Esterházy Vállalat a PANNATURA márkanév alatt értékesítik. Az Esterházy PANNATURA márkanevet viselő élelmiszerei esetében ügyelnek a termelő és a fogyasztó közötti legrövidebb útra. A donnerskircheni gazdaság számos együttműködési szerződést kötött, amelyek a vállalatcsoporttól származó nyersanyagok és élelmiszerek egész Ausztria területén történő feldolgozását és forgalmazását biztosítják.
A fertőfehéregyházai Seehof-majorban létesített húsfeldolgozó üzem a szomszédos erdő- és mezőgazdasági területeken hagyományos vadászati tevékenységre, vadgazdálkodásra és a Bio-Angus-marha tenyésztésre épül. A további termőföld beépítést nem igénylő, energia-önellátással, modern felszerelésekkel és átlátható folyamatokkal működő látványüzem jelentős beruházást jelentett a régió számára is. A húsfeldolgozóban évente 100 tonna vadhúst, 25 tonna bio-marhahúst dolgoznak fel. A major területén az ökológiai gazdálkodást szemléletesen bemutató látogatóközpontot alakítottak ki.
Az Esterházy Vállalat tíz fűtőerőmű működtetésében vesz részt Burgenlandban, hozzájárulva ezzel a tartomány teljes energia-önellátásának megteremtéséhez. A paulibergi kavicsbánya 2009-ben történt átvétele óta az építőipari vállalkozásoknak is a beszállítói, jelenleg 17 millió euró értékben zajlik a bánya fejlesztése.

## Ingatlanok
Az ingatlanágazat tevékenységének középpontjában történelmi örökség megőrzése és luktratív hasznosítása állnak. A történelmi épületek állandó fejlesztésével, tóparti és szabadidőparkok modernizálásával és kiépítésével, szállodák és éttermek kialakításával, jövőbe mutató projektek fejlesztésével foglalkozik.
Az alapítványok fennállása óta több mint 58,4 millió eurót fordítottak a történelmi műemlékek, Fraknó vára, a kismartoni és lakompaki Esterházy-kastély és a szentmargitbányai kőfejtő fenntartására és továbbfejlesztésére.[1] Az Esterházy Vállalat szabadidős létesítményei Burgenland 11 pontján mintegy 5000 bérlőnek kínálnak kikapcsolódást. A másodlakos lakóhelyekkel keletkező értékteremtés évente mintegy 190 millió euróra rúg, az ingatlanok tavasztól őszig terjedő rendszeres használata legalább 3-4 hónappal meghosszabbítja a burgenlandi turisztikai szezont.

### Kismarton (Eisenstadt)
A kismartonváraljai kastélynegyed átalakítását 2004-ben kezdte meg az Esterházy Vállalat. A kastélynegyed központi elemét az Esterházy-kastélyt a történelem során többször építették át, a kastéllyal szemben találhatók, korábban az istállónak és az őrségnek helyt adó épülettraktusok azonban ezzel az átépítéssel kapták meg mai funkciójukat. Az egykori istállóban ma a Henrici étterem található, mögötte pedig az EBG igazgatósági irodái húzódnak meg. Az őrség épületében 2011 óta működik a burgenlandi borvidék sokszínűségét több mint 800 féle borával bemutató Selektion Burgenland Vinotéka, valamint egy évvel később a Kulinarium Burgenland Vásárcsarnok és a a MICE rendezvények szervezésével foglalkozó Panevent jegyiroda is.
Kismarton korábbi betegbiztosítójának helyén egy többfunkciós, szállodának, lakásoknak és irodáknak helyet biztosító épületegyüttest 2022 szeptemberében adták át a nagyközönségnek. A szálloda létesítésével nem titkoltan az a cél, hogy fellendítsék a burgenlandi főváros és a régió gazdaságát és idegenforgalmát. A négycsillagos, Galántha névre keresztelt szálloda 118 szobával és céges valamint családi rendezvények számára alkalmas rendezvényterekkel várja az odalátogatókat. Ebben a törekvésben is tetten érhető a Vállalat fő vezérleve: az Esterházy a minőségi és a regionális értékeket közvetítő építészeti kultúrát képviseli, és az eddigiekhez képest másfajta megközelítésből kívánják felhívni az itt élők és az ide látogatók figyelmét Burgenland tartomány értékeire.

### Fraknó (Forchtenstein)

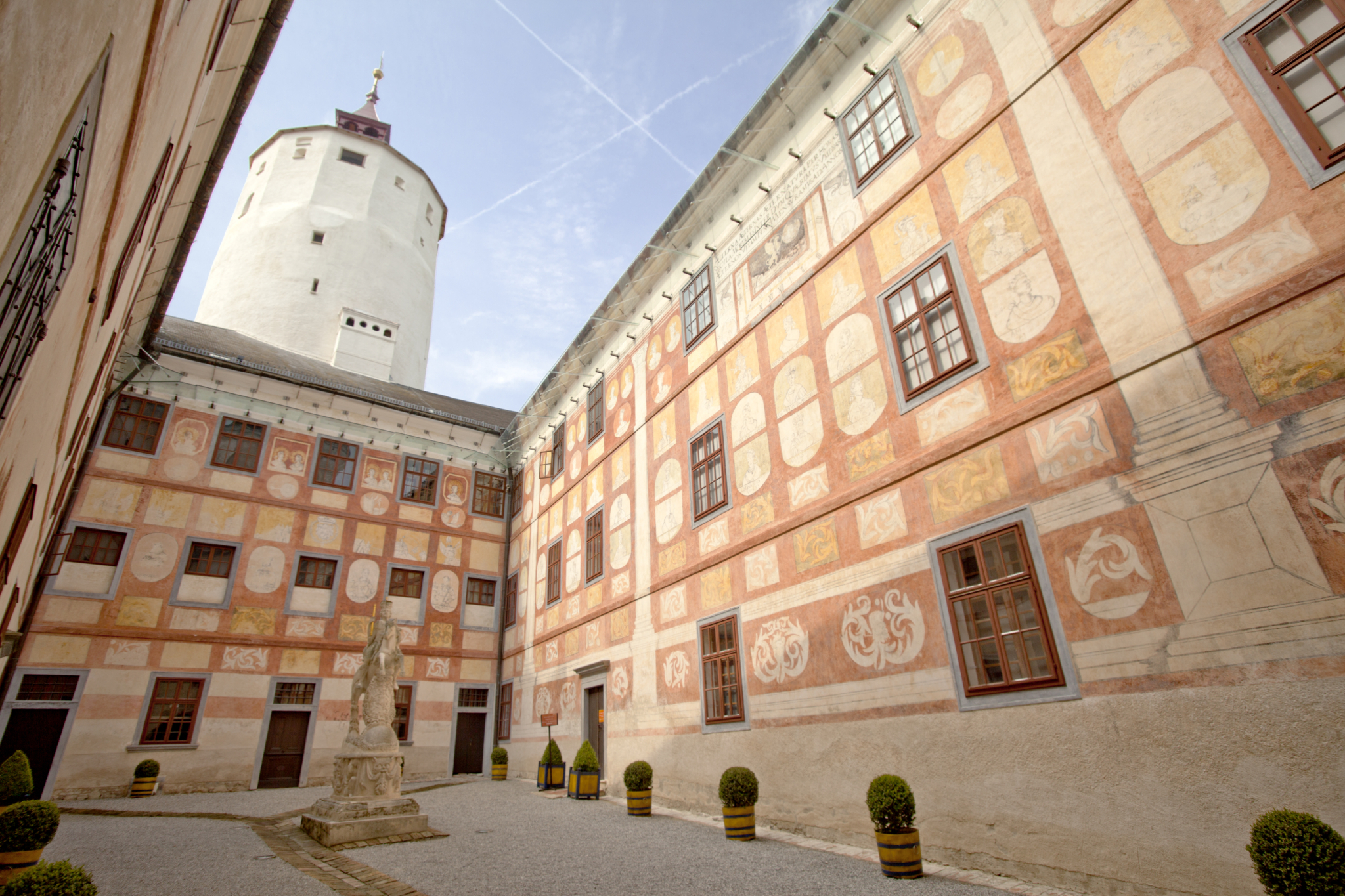
A fraknói vár belső udvara

Fraknó vára Burgenland tartomány jelképe. A Fertő-tó felett, a 13. században, a Rozália-hegység nyúlványain megépült erődítmény, Fraknó vára 1626-ban került az Esterházy család tulajdonába. Fontos katonai szerepet töltött be az Oszmán birodalom terjeszkedése alatt, a nyugat védőbástyájaként szolgáló vár átépítése után az Esterházy uradalom közigazgatási központja lett.
Fraknó várában 2018-ban alakították ki a Grenadier (Gránátos) névre hallgató éttermet, mely egyaránt alkalmas a vársétát befejező látogatók felfrissülésére, valamint családi és céges rendezvények lebonyolítására is.

### A lakompaki kastély (Lackenbach)

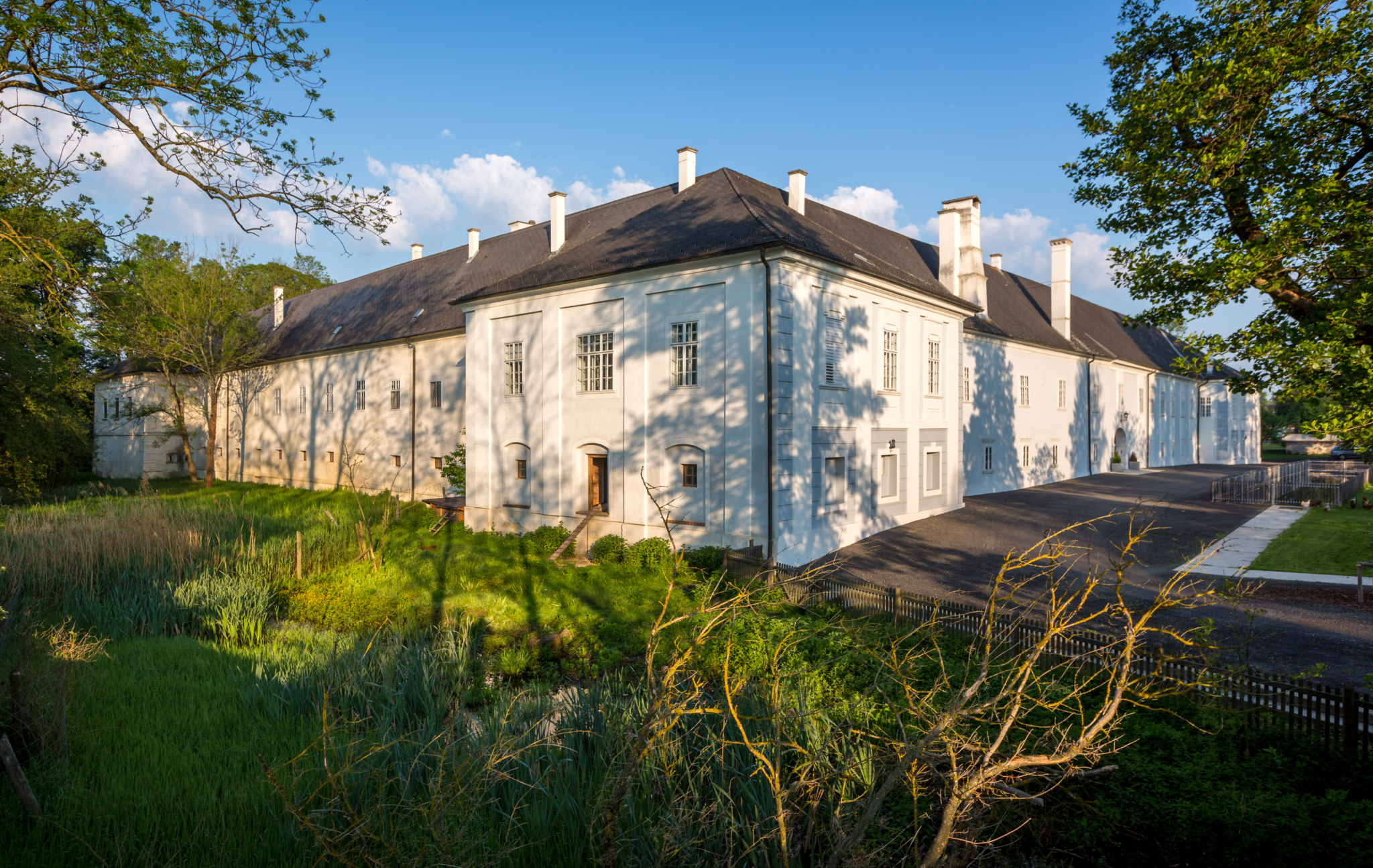
A lakompaki kastély

1612 óta az Esterházyak birtokában álló reneszánsz stílusú építmény újjáalakított, illetve felújított terekkel áll a látogatók rendelkezésére.  A műemlékvédelem alatt álló kastély egykori birtokigazgatói melléképülete 2018-tól Das Boutiquehotel Zum Oberjäger néven hotelként funkcionál. A boutiquehotel jelenleg 13 kétágyas szobával rendelkezik, ezen belül 10 db suite-tel. Egy további, bővítéssel összesen 24 vendégszoba áll majd a vendégek rendelkezésére. Rendezvénytermei és adottságai miatt mind privát ünnepségekre, mind pedig céges rendezvényekre, megbeszélésekre kitűnően alkalmas. Befogadóképessége 150 fő. Az épület egyik központi eleme a közös konyha, melyet privát főzésekre is ki lehet bérelni.

### A szentmargitbányai kőfejtő

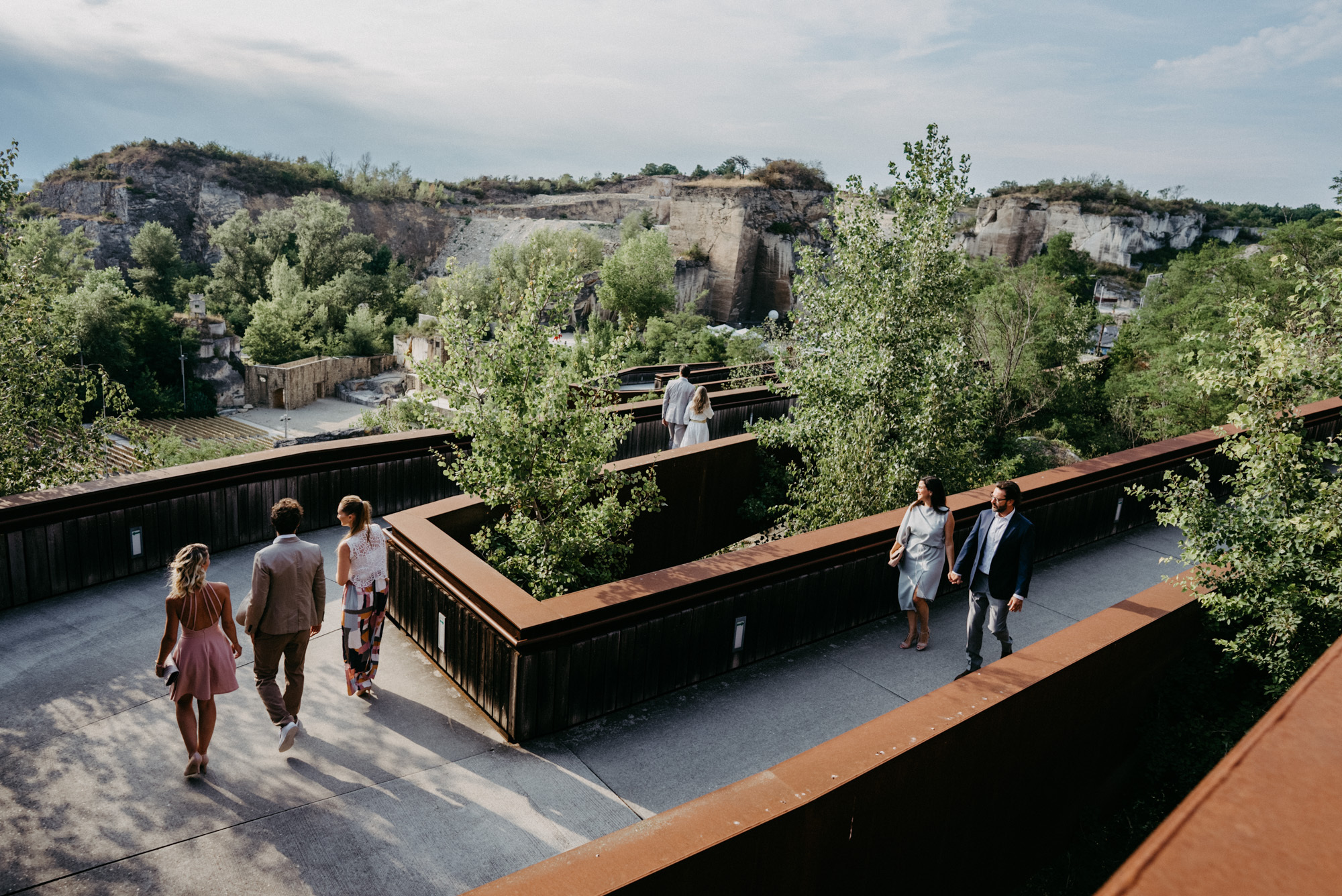
Opera a szentmargitbányai kőfejtőben

A Bécstől 70 km-re délkeletre, a magyarországi határtól, Soprontól pedig 17 km-re északi irányban mintegy félórás autóútra található szentmargitbányai kőfejtőt és a Fertő-tó vidékét (mely kiemelt természetvédelmi terület is) az UNESCO 2001-ben a világörökség részévé nyilvánította.
Az Esterházy Vállalat a 2007/2008-as üzleti években mintegy tízmillió eurót fordított a szentmargitbányai kőfejtő modernizálására és kibővítésére. A nagyszínpad 4500 látogató befogadására alkalmas nézőtere mellett megépült a kisebb Ruffini-színpad 2.500 férőhelyes nézőtere is.

### Breitenbrunn
Jelenleg kiemelkedő projektjük, a 2019 elején az igazgatásuk alá visszakerült Breitenbrunni Tófürdő és szabadidő-komplexum fejlesztése, melynek során nagy gondot fordítottak a tófürdő érzékeny környezetére, a Fertő-tó különleges természeti adottságaira. A Bécsi Talajkultúra Egyetem szakértői 2050-re valószínűsítik a tó kiszáradását, amennyiben nem történnek ezt megelőző intézkedések. Az Esterházy Vállalat ezért jelenleg több megelőző projektben is részt vesz, és olyan jelentős beruházásokba invesztál, mint a környékbeli infrastruktúra fejlesztése és a Fertő-tó vízminőségének javítása. A tájépítész és környezetvédelmi szakemberek bevonása mellett átfogó egyeztetést folytattak Breitenbrunn községgel és a Világörökségi Bizottsággal. A projekt kezdetétől a helyi lakosságot is bevonták, akiknek lehetőségük volt javaslataikkal aktívan hozzájárulni a fejlesztés sikeréhez. A létesítmény 2024-re tervezett elkészültével a vállalatcsoport új impulzust ad a Fertő-tó és környéke idegenforgalmának, az munkálatok terv szerint zajlanak.

## Kultúra, turizmus és rendezvények
Több mint félmillió látogató érkezik évente az Esterházy Vállalat idegenforgalmi és kulturális helyszíneire. Az Esterházy Alapítványok fennállásuk óta közel 224 millió euró összeget fektettek be a kulturális turizmusba a Pannon régióban. Az Esterházy Vállalat alapítványai közül az Esterházy Privatstiftung végez széleskörű kulturális tevékenységet Ausztriában. Magyarországon a 2018-ban létrejött Esterházy Magyarország Alapítvány révén az oktatás, a képzőművészet és a zene területén fejt ki támogatói és szervezői tevékenységet, melynek középpontjában a történelmi múlt megismerésének, és tudományos kutatásának elősegítése, az Esterházy-örökség védelme és új kulturális és társadalmi értékek teremtése áll. Mindezek művészeti és kulturális rendezvények, oktatási projektek, konferenciák, publikációk révén valósulnak meg.
2018-ban az Esterházy Vállalat alapszerződést kötött Burgenland tartománnyal, mely közös kulturális projektek megvalósítását is magában foglalta. Ennek keretében jöttek létre a Fertő-tavi Fesztiválnyár rendezvénysorozat eseményei, a Burgenlandi Ünnepi Hetek.
Az Esterházy Vállalat burgenlandi kulturális tevékenysége alapvetően a négy alábbi helyszínhez köthető: kismartoni Esterházy kastélyegyüttes (Eisenstadt), Fraknó vára (Forchtenstein), Lakompak várkastélya (Lackenbach) és a szentmargitbányai kőfejtő (St. Marghareten).

### Kismarton (Eisenstadt)

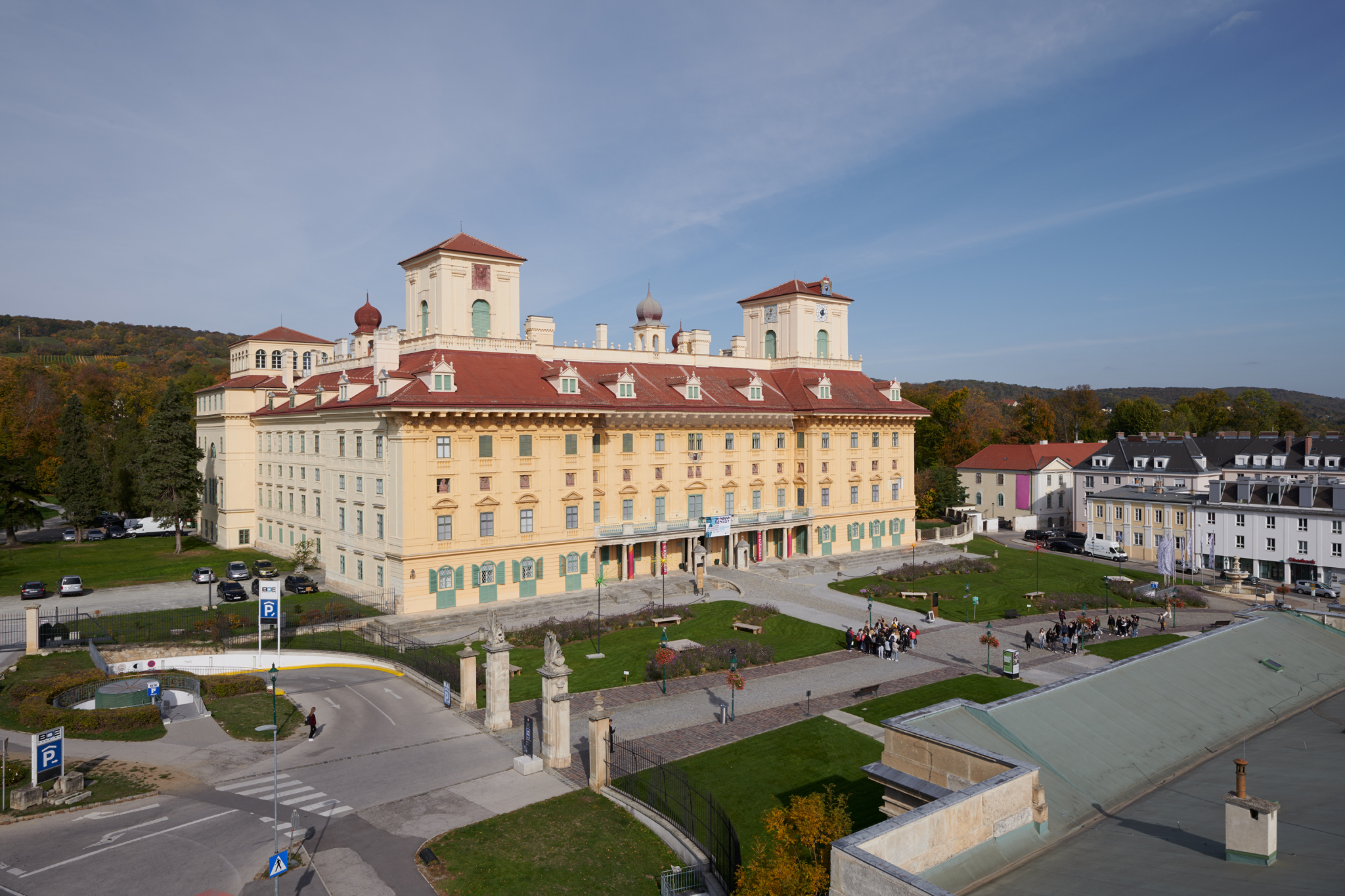
Az Esterházy kastély Kismartonban (Eisentadt)

A kismartoni Esterházy-kastély, Magyarország első barokk kastélya a 17. század közepén, reprezentatív négyszárnyas épületként épült. Később a klasszicista Charles de Moreau átfogó átépítési tervei alapján alakították át. Az akusztikájáról híres, Capoforo Tencalla freskóival díszített díszterme, a mai Haydn Terem napjainkban is koncertek reprezentatív helyszíneként szolgál.
A  kastélyban az Esterházy-család 18. és 19. századi életét, valamint a hercegi udvar Joseph Haydn működésének idején kialakult zenei hagyományait bemutató öt állandó kiállítás mellett időszaki kiállítások is láthatók, a kastély terei pedig olyan színvonalas kulturális rendezvényeknek adnak helyet, mint a classic.Esterházy koncertsorozat és a kismartoni HERBSTGOLD Fesztivál. A kastélypark nem saját szervezésű eseményeket is befogad, így a nagysikerű Lovely Days valamint a Groove Quake fesztiválokat is.
Kiemelkedő esemény volt 2009-ben a Haydn előtt tisztelgő, Kismartonban megrendezett első Esterházy Vonósnégyes Fesztivál (mára HERBSTGOLD), melynek vendégországa Magyarország volt. A rendezvényen magyar szerzők művei is elhangzottak, valamint magyar zenészek is felléptek. Díszvendégként Esterházy Péter tartott felolvasást saját, illetve Kertész Imre műveiből.

### Fraknó (Forchtenstein)
Fraknó vára 1626-ban került az Esterházy család tulajdonába. A mai napig eredeti állapotában áll. Itt található az Esterházy-kincstár, az Esterházy I. Pál herceg (1635-1713) által a 17. században létrehozott, Európa egyetlen, eredeti helyszínen fennmaradt, barokk művészeti kamrája, mely királyi gyűjteményekkel vetekszik. (Ld. bővebben a Történelmi gyűjtemények szakasz alatt) A vár ékessége a mai napig felszentelt kápolnája, mely kedvelt esküvői helyszín.

### A lackenbachi kastély (Lackenbach)
Az egykor vízivárként megépített Lakompaki-kastély a legrégebbi Esterházy-birtokok egyike. 1612-ben került az Esterházyak birtokába, és akkoriban a lánzséri vár (Höhenburg Landsee) mindennapi lakhatásra alkalmas párjaként használták. A reneszánsz stílusú építmény eredetileg egy négyszárnyas belső kastélyból és egy háromszárnyas külső épületrészből állt. Ebből az építményből mára többek közt az egykori díszterem (Granarium) maradt fenn, a kastély jó néhány részét azonban elbontották vagy leégett.
A történelmi létesítmény egyik gyöngyszeme a kastélyt körülölelő 22 hektáros park, melynek a reneszánszra jellemző szimmetrikus, kiegyensúlyozott elrendezése ma is nyomon követhető: a fasorok, sövények, vizesárkok, utak, a parkot körülvevő fal vonalvezetése, a gyümölcsöskert fáinak elrendezése, a kilátópontként funkcionáló Királydomb mind erre utalnak. Korábban a lackenbachi kastély szolgált az Esterházy-család erdőgazdálkodásának központjául. Ebben az időben a környező erdőkben különböző fafajok kutatására és megfigyelésére szolgáló területeket alakítottak ki. Egzotikus fákkal is kísérleteztek.
A kastély mintegy ellenpontja a kismartoni udvartartást bemutató Esterházy-kastélynak, és a gazdasági feladatok, a természet iránti felelősség, valamint a szabadidő minőségi eltöltése felé fordul. Múzeuma 2008 óta a természetközeli és a család vadászati hagyományaival kapcsolatos témák bemutatását tűzte ki célul.
Az Esterházy Privatstiftung ingatlankezeléssel foglalkozó divíziója együttműködik a grazi Műegyetem Építészeti – és Médiaintézetével. Ennek keretében a hallgatók minden évben új tárgyakat terveznek a lakompaki kastély parkjába és meg is építik azokat.
Szintén a parkban található 2020 óta Lois Weinberger – a természeti és civilizációs terekkel foglalkozó művészet egyik legismertebb képviselője – A MEZEI ÚT elnevezésű tanösvénye. Az ösvénynek nincs eleje és vége, egy körút, amely a természet körforgását szimbolizálja.
A Lackenbachi kastély műemlékvédelem alatt álló, egykori birtokigazgatói melléképülete 2018-tól Das Boutiquehotel Zum Oberjäger néven hotelként funkcionál. A hat vendégszobában a régió faunája és flórája jelenik meg, a közösségi terekben kortárs képzőművészek, köztük az Esterházy Art Award díjjal jutalmazott Ezer Ákos képzőművész alkotásai láthatóak.

### A szentmargitbányai kőfejtő (St. Marghareten)
A  szentmargitbányai kőfejtő Európa egyik legnagyobb és legrégebbi kőfejtője.
Már az ókorban felhasználták értékes mészkövét, amely egy őskori beltenger helyén keletkezett. A kőfejtőben ma is folyik a jó minőségű építőanyag kitermelése. Az innen származó mészkövet használták fel a bécsi Stephansdom építéséhez és restaurálásához, és a bécsi Ringstraße épületeinek anyagát is az itt kitermelt kő adta. A földtörténeti őskorban kialakult területen a 20. században számos nagy jelentőségű, köztük 25 millió éves leletet is találtak. A szentmargitbányai kőfejtőt és a Fertő-tó vidékét az UNESCO 2001-ben a világörökség részévé nyilvánította, a Fertő-tó kiemelt természetvédelmi terület. Ezt rögtön a kőfejtőben is érzékelhetjük, hiszen a kőfejtő területén ritka vadnövényeket és egy ürgekolóniát is találhatunk.
A szentmargitbányai kőfejtő területén épült meg Európa egyik leglátványosabb szabadtéri színpada. A kőfejtő ad otthont 2014 óta az Esterházy Vállalat saját produkciójában létrehozott operaelőadásoknak Daniel Serafin művészeti vezetésével. Az elmúlt években a TOSCA (2015), a Szerelmi bájital (2016), Rigoletto (2017), A varázsfuvola (2019), Turandot (2021), Nabucco (2022), Carmen (2023) operákat láthatta a nagyközönség, 2024 nyarán Verdi Aida című operáját viszik színre.
A szabadtéri színpad mellett kialakított Opernlounge az operaelőadások szünetében fogadások helyszíneként szolgál, és kisebb rendezvényekre is bérelhető.
A Szentmargitbánya (St. Margarethen) melletti Kogelberg mágikus szépségű hely, neves természeti látványosság és kultúrtáj. Ezen a helyen álmodta meg 1959-ben Friedrich Czagan, Heinrich Deutsch és Karl Prantl a nemzetközi szobrász-szimpóziumokat. Innen indult a közös művészi munka és a határokat átlépő szoborút ötlete világhódító útjára. Ma Johann Georg építész kolostorokra jellemző egyszerűséggel megépült szobrászháza és kereken ötven, a hegyen elszórtan található kőszobor tanúskodnak minderről.
Az Esterházy Contemporary Now Út a hegyen át elnevezésű projektje egy körútra fűzi fel a műemléki védelem alatt álló kogelbergi szobrok együttesét. Mindezt Hans Schabus Híd-szobra teszi lehetővé, amely a kétezer éves kőfejtőbe vezető, mélyen futó utat íveli át.

### Fertő tavi Nemzeti Park
Az Esterházy Privastiftungnak köszönhető, hogy 2010 óta speciális vezetett túrákon lehet felfedezni a Fertő-tavi Nemzeti Parkot és a Fertő-tó nádasövét.

## Történelmi gyűjtemények
A család befolyásos helyzetének és kivételes mecénási tevékenységének kifejezőeszközei az Esterházy hercegek hatalmas tudományos és művészeti gyűjteményei voltak. A „tündérbirodalom hercegei” a 16. század elejétől kezdődően mesés műgyűjteményre tettek szert: gyűjtötték, készíttették, megvásárolták, elajándékozták, adományozták és megőrizték a műkincseket.
Gyűjteményeikben a kincsek, a zenei művek, a festészeti, grafikai, szobrászati, ötvösművészeti remekművek, kertművészeti és az étkezési kultúrával kapcsolatos alkotások éppúgy megtalálhatók voltak, mint a fegyverek, az uniformisok, a könyvek vagy az ásványok. A gyűjtemények összeállítását egyaránt jellemezte a dilettantizmus és a szisztematikus gyűjtés, a maradandó értékek megszerzése és a nagyvonalú adakozás.
Az Esterházy hercegek gyűjteményeinek története majd 400 évre nyúlik vissza: Magyarország nádora, Esterházy Miklós gróf (1583-1645) a család első ismert műgyűjtője. 1625-tól a király helytartójához méltó udvart tartott a lackenbachi kastélyban, ahol megalapította a később fia, Esterházy Pál által Bibliotheca Esterhazyana névre keresztelt hatalmas könyvtárat, melynek polcain a jelentősebb magyar könyvtárak állományai voltak fellelhetők.
Ugyancsak Miklós gróf alapította az Esterházy-kincstárat, melyet fia, Pál herceg (1635-1713), a család fejeként 1692-ben, Fraknó várának szívében, vaskos falak és bonyolult zárszerkezetek mögé rejtve barokk művészeti és csodakamraként rendezett be. Méretét, felépítését és felszereltségét tekintve az Esterházy család kincstára méltó versenytársa volt a németországi hercegi udvarok művészeti és csodakamráinak, és Pál érdeme, hogy a korábbi koncepció nélküli műtárgy halmazból saját arculattal bíró, valódi gyűjtemény jött létre.
Pál herceg nyomatokkal bővítette az édesapjától örökölt könyvtár állományát és lefektette az Esterházy-képgyűjtemény alapjait is az „imagines pretiosae”, azaz kortárs itáliai, németalföldi és német festőiskolák műveinek beszerzésével.
Fraknó várában létrehozta a család ősi mivoltát reprezentáló képgalériát. Mivel a család eredete a 17. század előtt homályba vész, ezért a hiátusokat fantom ősök sorával töltötték ki. A bibliai Ádámot és Noét, Attila hun királyt, sőt még Drakula grófját is felvonultató barokk képgaléria az annak idején nem túl hosszú múltra visszatekintő család főrendi rangját volt hivatott igazolni.
1713-at követően már nem lakták a várat, mely ezután elsősorban az Esterházy-seregek hadszertárának és fegyvergyűjteményének biztos őrzőhelyéül szolgált. A harmincéves háborúból származó muskéták, mellvértek és sisakok, Ausztria Poroszország ellen vívott háborúiból, valamint a napóleoni háborúkból származó egyenruhák és zsákmányolt tárgyak mellett főleg az Esterházyak pompás díszítésű vadászfegyverei és -szerkezetei méltók említésre.
A gyűjtemény legértékesebb darabjai az augsburgi automaták és órák, az ezüstbútor-gyűjtemény , a számtalan elefántcsontból esztergált dísztárgy, családi ékszerek és emléktárgyak, valamint a törökök ellen vívott háborúkban zsákmányolt kincsek.
A Fraknó várában található, jelenleg a vár huszonöt termét plafonig betöltő uradalmi gazdasági levéltár, melynek története a 17. századra nyúlik vissza, és jól szemlélteti az Ausztriában és Magyarországon, valamint a mai Szlovákia és Ukrajna területén is birtokokkal rendelkező család gazdasági jelentőségét.
Esterházy II. Pál Antal herceg (1711-1762) kitűnt könyvgyűjteményével, a profán és szakrális zeneművek kottáit tartalmazó ún. zenei archívum megalapításával. Nevéhez köthető Joseph Haydn 1761-ben, az udvari zenekar karmestereként történt alkalmazása is. Kismartonban jelenleg több mint ötezer kézzel írott, Albrechtsberger, Haydn, Hummel, Mozart és Beethoven műveit tartalmazó partitúrát őriznek.
A „fényes” vagy „pompakedvelő” jelzőkkel illetett Esterházy I. Miklós herceg (1714-1790) pazar udvartartásából a bútorok mellett, a hercegi porcelán- és ezüstgyűjtemény darabjai maradtak fent. Említésre méltó a hintó- és szánkógyűjtemény is.
II. Miklós herceg (1765-1833) egyesítette az időközben mintegy 70 000 kötetesre bővült hercegi könyvtárat, melyet aztán könyvtárosok segítségével leltároztatott, majd bővített tovább.
Bécsi palotájában berendezett, festményekből és rézmetszetekből álló képtára számára a legjelentősebb gyűjteményekből vásárolt (pl. Borghese, Barberini, Bourke), és olyan alkotók műveivel büszkélkedhetett, mint Rubens, van Dyck, Correggio, Tintoretto, Lorrain és Goya. Raffaello manapság Esterházy Madonna néven ismert festménye az Esterházy-képtár bizonyára egyik legismertebb darabja. Az Esterházy-képtárat a magyar királyság 1870-ben megvásárolta. Ez alapozta meg az Országos Képtár, majd a mai budapesti Szépművészeti Múzeum gyűjteményét. A 19. század második felében a grafikai gyűjtemények is a magyar állam tulajdonába kerültek, a szoborgyűjtemény darabjai viszont szétszóródtak. Értékes családi kincsek Londonban kerültek kalapács alá.
Esterházy V. Pál herceg (1901-1989) idejére esik a Fraknó várában őrzött és a 18. századtól kezdődően teljesen feledésbe merült kincstár újrafelfedezése. Az 1919. március 21-én kikiáltott Tanácsköztársaság Kormányzótanácsának döntése következtében majd 300 műtárgy – aranytárgyak, ékszerek és textíliák – került Fraknó vára kincstárából budapesti közgyűjteményekbe.
Fraknó várában egy külön tárlat foglalkozik a 100 évvel ezelőtt történtekkel, amely szemléletesen mutatja be, mekkora veszteséget okozott a főúri gyűjteményekben a Tanácsköztársaság által végrehajtott „szocializálás”.
1920-ban az Iparművészeti Múzeumban mutatták be a gyűjteményt, majd ezt követően egy letéti szerződés keretében, a legértékesebb darabok közül néhányat Esterházy Pál itt helyezett el. 1945-ben, Budapest ostromától tartva, Pál herceg a gyűjtemény egy részét a budai várban található Esterházy-palotába szállíttatta, melyet azonban földig bombáztak, így a gyűjtemény ezen darabjai komoly sérülést szenvedtek.
Az Alapítványok az 1995-ben megnyílt tartományi kiállítás keretében az egyes területeken és ingatlanokban fellelhető valamennyi állományt fokozatosan átvizsgálták, és leltárba vették. Jelenleg a következő részgyűjtemények alkotják az ausztriai Esterházy-gyűjtemény vázát:
- Kincstári gyűjtemény
- Fegyvertár, hadszertár, fegyvergyűjtemény
- Vadászati és ruharaktár
- Porcelán, étkészletek és ezüstgyűjtemény
- Az ősök galériája
- Hintók és szánok
- Grafikai gyűjtemények
- Könyvtár
- Térképgyűjtemény
- Gazdasági levéltárak és tervgyűjtemények
- Zenei gyűjtemény

Ezt egészítik ki a kastélyok berendezései, enteriőrjei, szobrai, iparművészeti kincsei és festményei.
A kincstárat 2005-ben nyitották meg a nagyközönség előtt, azóta három állandó kiállítás keretében fedezhetik fel az érdeklődők a várat. Ismerkedhetnek a barokk udvartartással, az Esterházy-család őseivel és történetével, az Európában jelenleg a legnagyobb magánkézben található fegyverarzenállal, mely jól szemlélteti a 300 évre visszatekintő hadászati tradíciókat.
Az egykori fraknói gyűjtemény egyes részeit napjainkban a budapesti Iparművészeti Múzeumban őrzik, ahol az Esterházy-kincsek a kora újkorhoz tartozó arany- és ezüstékszer-, értéktárgy- és textilgyűjtemény kiemelkedő darabjait képezik. A kincstár gyűjteményébe tartozó érmék a budapesti Nemzeti Múzeumban tekinthetők meg. A zenei archívum az OSZK Zenetörténeti gyűjteményében, a családi levéltár pedig a Nemzeti Levéltár gyűjteményében található meg.
Az értékes tárgyak megőrzése és bemutatása, valamint kiállítások szervezése mellett az Esterházy Vállalat intenzíven foglalkoznak a család, valamint az épületek és a műkincsek történelmének kutatásával is. A tudományos kutatási projektek a gyűjtemények és levéltárak anyagait kiemelt témakörök mentén dolgozzák fel. Ezzel kapcsolatban együttműködéseket alakítottak ki az Országos Széchényi Könyvtárral, a bécsi Alkalmazott Művészeti Egyetem Restaurálási Intézetével, a Bécsi Egyetem Történeti Intézetével, az USA-ban található williamsburgi College of William and Mary Zenei Tanszékével, valamint számos művészettörténésszel és történésszel Németországban, Ausztriában és Magyarországon.
Külföldi tudósok is lehetőséget kapnak arra, hogy a Közlemények az Esterházy Privatstiftung gyűjteményéből című kiadványsorozatban publikálják kutatómunkájuk eredményeit. A kiadványsorozat a következő területeket foglalja magában: restaurálás, történelem, katonai tárgyak, művészet, építészet, kincstár, udvari kultúra és zene.
Az Esterházy Alapítvány alapító tagja a Magán Művészeti Gyűjtemények Hálózatának (Private Art Collections).
A magyarországi múzeumokkal és az Esterházy-kincseket kezelő gyűjteményekkel kialakított együttműködés különösen nagy jelentőségű: a budapesti Iparművészeti Múzeummal folytatott együttműködés keretében 2006/2007-ben elsőként állították ki és kutatták közösen az 1921 óta osztrák és magyar állományra bontott kincstári gyűjteményt.
A pannon térségben található nemesi könyvtárakhoz kapcsolódó közös kiállítási projekt az Országos Széchényi Könyvtárral együttműködésben valósult meg.
A budapesti Szépművészeti Múzeummal összefogva, 2007-ben ismét közösen állították ki Esterházy II. Miklós festménygyűjteményét és az Esterházy Magánalapítványtól származó darabokat a franciaországi Compiègne-ban.
Az Esterházy hercegek műgyűjteményeit gyakran adják kölcsönbe a világ számos, nagy tekintélyű múzeumának, kiállítóhelyének, amelynek célja a gyűjtemény jelentőségének hangsúlyozása. A kölcsönzések leginkább olyan műtárgyakat érintenek, melyek korábban sosem hagyták el az Esterházy udvart, első alkalommal tárják őket a nagyközönség elé, éppen ezért gyakran művészettörténeti szenzációként hatnak.
Az elmúlt években az Esterházy-kincsek Rómában, Versailles-ban, Koblenzben, Compiègne-ben, Zágrábban, Pozsonyban, Martinban, Berlinben, Vadúzban, Moszkvában, New York-ban és több alkalommal Bécsben és Budapesten kerültek bemutatásra.
Jelenleg is zajlanak egy drezdai, a Grünes Gewölbe tereiben megrendezendő kiállítás előkészületei, melyen az Esterházy-gyűjtemény darabjai is szerepelnek majd.
A kismartoni Esterházy-kastélyban rendezett Central Europe Revisited 2007 kiállítással több mint 100 év után ismét elindult a kortárs művészet gyűjtése: a tárlat kurátora Hegyi Lóránd, a Musée d'Art Moderne de Saint-Étienne Métropole igazgatója volt. A bemutatott osztrák, magyar, horvát és szlovák fiatal kortárs művészek munkái a jövőben felépítendő kortárs gyűjtemény alapját hivatottak megteremteni.
2009-ben megalapították az Esterházy Art Award kortárs képzőművészeti díjat, melynek célja a fiatal, tehetséges magyar művészek felkarolása és a nemzetközi párbeszéd támogatása. Az egyenként 5000 euróval dotált elismerést kétévente, minimum kettő és maximum három 45 év alatti magyar képzőművésznek ítéli oda a független szakmai zsűri. A pályázaton festészettel és festészettel határos technikákkal (fotóalapú festészet, kollázs, frottázs) lehet indulni. A díjat 2023-ban nyolcadik alkalommal adták át.

## Restitúciós vagyonmegőrzés
Az Esterházy Magánalapítvány jelenleg két, egy polgári és egy közigazgatási pert folytat a Magyar Állammal szemben, melynek keretében az Esterházy-kincsek 589 tételének tulajdonjogát kívánja tisztázni. Első körben, mindkét eljárásban az Esterházy Alapítványok számára kedvező ítélet született. A Kúria legutóbbi határozatai szerint a közigazgatási perben a Magyar Államnak meg kell ismételnie a restitúciós eljárást.
A II. világháború után Kismartonból hadizsákmányként a Szovjetunióba hurcolták a Bibliotheca Esterházyana jelentős részét. A tárgyalások a könyvek visszaszolgáltatása kapcsán már a 90-es években megindultak. 2003-ban ünnepélyes keretek között kerültek vissza az Esterházy Vállalat birtokába a kismartoni Esterházy Könyvtárnak a II. világháború után hadizsákmányként a Szovjetunióba, majd a volt NDK-n keresztül az Országos Széchenyi Könyvtárba került részei, összesen 334 könyv
2006-ban magyar támogatással elindult egy kutatás, amelynek keretében Monok István és Zvara Edina felmérték és katalogizálták a Bibliotheca Esterhazyana állományát. Ezen projektnek, és a több mint 15 éves tárgyalási és egyeztetési folyamatnak köszönhetően 2013-ban 977 kötet került vissza Oroszországból az Esterházy Privatstiftunghoz az eredetileg mintegy 70 000 kötetet számláló Bibliotheca Esterházyanából.

## Esterházy Borászat
Az Esterházy Borászat Darázsfaluban (Trausdorf) jött létre 2006-ban. 2015-ben a borászat mögötti majorság átépítésével egy további rendezvényteret alakítottak ki. A borászat a legmodernebb borászati technikákkal felszerelt üzemmé alakult, 2023-ban pedig megkapták a biológiai gazdaságról szóló tanúsítványt. A borászat mellett található Kalanda-ház felújításával pedig a stílusos környezetben lehet a bort, a kultúrát és családi vagy céges ünnepeket élvezni.
A borkészítés régi hagyományokra tekint vissza a pannon térségben, és több mint 250 éve szorosan kapcsolódik az Esterházy névhez is. A borászatot mindig is az innovatív és fenntartható gazdálkodás jellemezte. Míg a 18. század közepén a Pinot Noir bevezetésével a szőlőfajták tekintetében újítottak, a XXI. században az ökológiailag fenntartható gazdálkodás kialakítására helyezték a hangsúlyt.
Jelenleg évente 800 000 palack vörös és fehérbor előállításához szükséges szőlő terem mintegy 90 hektáron. Az ehhez szükséges szőlő a Lajta-hegység dűlőiről származik. A borokat nem csak Ausztriában kínálják színvonalas rendezvényeken, de több mint negyven százalékuk külpiacokon kerül eladásra. Az Esterházy Borászat a burgenlandi és osztrák borok egyik legfontosabb nagykövete. A kínálatban megtalálhatók a könnyű klasszikus borok, a minerális Leithaberg-borok, valamint a karakteres dűlőszelektált tételek is.

## Borpartnerség Magyarországon
Az Etyeki Kúria 2009 óta stratégiai partnerségben működik együtt a trausdorfi Esterházy Borászattal. A szőlőterületek nagysága a kezdeti 2 hektárról az elmúlt több, mint 25 év során mára 54 hektárra nőtt, a borászat az Etyek-Budai, valamint a Soproni borvidéken is művel szőlőterületeket. Az együttműködés keretében a két pincészet szakemberei a szőlészeti és borászati szakmai kérdések mellett, kereskedelmi témákban is egyeztetnek, annak érdekében, hogy segítsék egymás munkáját a nemzetközi borpiacon is.

## Jótékonysági és társadalmi tevékenység
Az Esterházy Vállalat a VisFontis közhasznú egyesület támogatója, amely hátrányos helyzetű közép- és kelet-európai fiatalok segítésével foglalkozik. Különböző pénzadományokból, mint például a kőfejtői operaelőadás után eladott díszletekből befolyt összegekből iskolatáskával és tízórais csomagokkal, szabadidős tevékenységek, festés- és táncterápiák, valamint a tanulást segítő módszerek finanszírozásával támogatja a rászoruló fiatalokat.
A classic.Esterházy koncertsorozat 2022-es nyitókoncertjének bevételét az ukrajnai rászorulók részére ajánlotta fel. A sokféle nemzetiségű tagot számláló, és az Esterházy-kastélyban rezidens zenekari státuszát most elfoglaló Chamber Orchestra of Europe a legjobb példa arra, hogy a zene a békés egymás mellett élés nyelve és a párbeszéd révén összeköti a különböző kultúrákat. A koncert bevételeit fele-fele arányban két szervezet, a „NACHBAR IN NOT”(Bajbajutott szomszédaink) és az „Ärzte ohne Grenzen“ (Orvosok határok nélkül) részére juttatta el az Esterházy Privatstiftung.